# Parafia św. Barbary w Górze
Parafia św. Barbary w Górze – rzymskokatolicka parafia należąca do archidiecezji katowickiej i dekanatu Miedźna. Powstała 20 grudnia 1957 roku.
W listopadzie 1598 wizytacji kościelnej (pierwszej po soborze trydenckim) dekanatu pszczyńskiego dokonał archidiakon krakowski Krzysztof Kazimirski na zlecenie biskupa Jerzego Radziwiłła. Według sporządzonego sprawozdania kościół w Villa Gora znajdował się w rękach kalwinistów.
W latach 2007–2012 wybudowano nowy kościół pw. św. Jana Pawła II nieopodal zabytkowego kościoła drewnianego.